# برايان روبر
برايان روبر (بالإنجليزية: Brian Roper)‏ هو اقتصادي بريطاني، ولد في 15 ديسمبر 1949.